# 中谷駿仁
中谷 駿仁（なかたに はやと、1992年2月10日 - ）は、日本のフリースタイルプロBMXライダー。愛知県出身。ホームのスケートパークは愛知県名古屋市にある若宮スケートパークである。身長175cm 、血液型O型。

## 来歴
高校在学中隣の席の生徒がBMXをしていて、スケートパークについて行き、BMXの魅力にハマる。
BMXを初めて半年後には大技のバックフリップ（後方宙返り）フロントフリップ（前方宙返り）フレア（後方宙返り半ひねり）を習得、それからアグネスといえばフレアというのが定着した。
高校卒業後18歳の時にオーストラリア・ゴールドコーストで世界最高水準のスケートパークにて2年間の武者修行しにいく。そしてアジア人初とな る技Cashroll cork900 540flair Decade360 等数々の大技を習得する。 
海外のコンテストにも挑戦しコンテスト出場の傍ら、イベントやショー、メディアなど幅広く 存在感をアピールしている。 
19歳の時に今のメインスポンサーとなる HARO BIKESからサポートを受ける。 
その後はプロライダーとして活動しながら体験会やイベントの企画運営しBMX業界を盛り上げるために活動している。 

## スポンサー
- Motocross international
- HARO BIKES
- THE SHADOW CONSPIRACY
- FIVESTAR
- CARHARTT W.I.P

## メディア出演

### テレビ番組
- 名古屋テレビ ザキロバ〇〇
- 東海テレビ ハイフレマニア

### CM
- SONY XPERIA PROI

### PV
- RED ORCA Crow from the sun

### 雑誌
- LOOP MAGAZINE

## 出演イベント
- NAMIMONOGATARI BMX DEMO
- TOYOTAROCKFESTIVAL DREAMBMX JAM
- Asofest
- Deftech 2vox tour
- CHIMERA GAMES
- CYCLE MODE
- CYCLE FES

## オーガナイズイベント
- UBER RADS
- NAMIMONOGATARI BMX DEMO
- H.L.N.A BMX JAM
- CHIMERA A-SIDE BMX FREESTYLE
- SCISSORS